# Meadow Lake (Saskatchewan)
Pour les articles homonymes, voir Meadow Lake.
Meadow Lake ou Lac des Prairies est une ville canadienne du centre-ouest de la province de la Saskatchewan. En 2021, son agglomération compte près de 6 000 habitants.

## Histoire
Au début du XIXe siècle, des Métis fréquentent la région en marge de leurs activités de charroi sur la piste entre l'Île-à-la-Crosse et fort Carlton pour le compte de la compagnie de la Baie d'Hudson. En 1889, une réserve crie est créée au Lac des Prairies tandis que des Métis s'installent au voisinage, vivant du piégeage des animaux à fourrure qu'ils revendent au poste de la compagnie de la Baie d'Hudson. Ils sont dirigés par Cyprien Morin,.

## Situation
Meadow Lake se situe au centre-ouest de la province canadienne de la Saskatchewan. Elle est enclavée dans la municipalité rurale de Meadow lake n°588 sauf au nord où elle est contigüe avec la réserve amérindienne de Flying Dust.  
Elle s'étend sur 12,37 km2, dans une plaine à 480 m d'altitude, sur la rive ouest du lac des Prairies (Meadow Lake) et à l'exutoire du lac : la rivière des Prairies (Meadow River). La rivière, sous-affluent du fleuve Churchill, draine ses eaux vers la baie d'Hudson,,. 
La ville est au carrefour des routes provinciales 4 et 55. 

## Démographie
En 2021, la population de l'agglomération de Meadow Lake approche de 6000 habitants dont 5322 pour la cité de Meadow lake et 679 pour la réserve autochtone voisine de Flying Dust. La vaste municipalité rurale (6 231 km2) compte, quant à elle, 2553 habitants.
| 1971  | 1976  | 1981  | 1986  |
| ----- | ----- | ----- | ----- |
| 3 444 | 3 662 | 3 857 | 3 976 |

| 1991  | 1996  | 2001  | 2006  |
| ----- | ----- | ----- | ----- |
| 4 318 | 4 813 | 4 582 | 4 771 |

| 2011  | 2016  | 2021  | - |
| ----- | ----- | ----- | - |
| 5 055 | 5 344 | 5 322 | - |

## Économie
Meadow Lake est un centre commercial qui dessert une zone de chalandise de 15000 habitants. L'économie régionale repose sur l'agriculture et la foresterie. 
L'industrie de transformation locale est centrée sur la bois. Fondée en 1992, la papeterie Meadow Lake Mechanical Pulp (MLMP) compte 200 employés et produit 400 000 tonnes de pâte annuellement. Elle est la propriété de l'entreprise indonésienne Domtar (ex Paper Excellence) dont le siège social nord-américain se situe à Fort Mill en Caroline du Sud,. La scierie NorSask emploie 130 personnes à la fabrication de bois d'oeuvre exporté pour 60% vers les États-Unis. Depuis 2022, elle est associée à une centrale à biomasse qui produit de l'électricité à partir des déchets de la scierie. Ces déchets, sciures et copeaux, représentent 25% du bois utilisé. La centrale génère 8,3 MW d'électricité, une partie sert aux besoins de l'usine, le reste soit 6,6 MW sont injectés dans le réseau provincial public SaskPower qui l'achète et la distribue, permettant d'alimenter l'équivalent de 5000 foyers. La scierie (NorSask Foret Products) et la centrale électrique (MLTC Bioenergy) sont la propriété du Conseil tribal de Meadow Lake via MTLC Industrial Investments LP ,,. 

## Administration
| 200x-2011           | 2011-2019  | 2019-2028      |
| ------------------- | ---------- | -------------- |
| Darwin Obrigewitsch | Gary Vidal | Merlin Seymour |
| [ 17 ]              | ,          | ,              |